# Philipp Kaufmann
Johann Philipp Kaufmann (* 3. Dezember 1802 in Bad Kreuznach; † 13. August 1846 in Paris) war ein deutscher Lyriker, literarischer Übersetzer und Erzieher.

## Jugend und Ausbildung
Johann Philipp Kaufmann kam 1802 in Bad Kreuznach zur Welt, das ein Jahr zuvor im Frieden von Lunéville zum französischen Staatsgebiet erklärt worden war. Sein Vater Johann Heinrich Kaufmann (1772–1843), der Sohn von Caspar Hillarius (1732–1792) und Maria Margarethe Kaufmann, geb. Roos, verwitwete Schäffer (1738 oder 1739–1792), war Inhaber eines angesehenen Spezereihandels, der Gedichte in rheinischen Zeitschriften und Musenalmanachen veröffentlichte. Er war ein Cousin von Maler Müller. Philipps Mutter war Maria Kayser aus Enzheim bei Alzey (heute ein Ortsteil von Gundersheim), die Tochter des Pfarrers Peter Gregor Kayser (1722–1802) und der Catharina Sybille, geb. Obenauer (1741–1825). Der älteste Sohn wurde früh zum Lesen und Schreiben angehalten und erwarb schon vor der Schulzeit gute Kenntnisse im Französischen; er war zugleich musikalisch begabt. Philipp hatte neun Geschwister. Sein 1815 geborener Bruder Ludwig (Louis) Christian Kauffmann, der dem Familiennamen ein zweites f hinzufügte, war ein talentierter Zeichner, der an der Kunstakademie Düsseldorf studierte und 1843 eine Kunsthandlung und ein fotografisches Atelier im Kurviertel von Kreuznach eröffnete; bis zu seiner Pensionierung 1877 war er auch als Zeichen- und Gesangslehrer an verschiedenen Schulen in Wiesbaden und Kreuznach tätig.
Bei Ende der Franzosenherrschaft im Juni 1814 besuchte Philipp Kaufmann das Collège de Creuznach in seiner Geburtsstadt. Als die Schließung der Schule drohte, sandte ihn der Vater 1818 nach Heidelberg, wo Philipps Onkel Karl Philipp Kayser (1773–1827) alternierender Direktor des konfessionell vereinigten Kurfürst-Friedrich-Gymnasiums war. In seiner Freizeit beschäftigte er sich mit Kunst und Musik. Nach Umwandlung des Collège in ein Königlich-preußisches Gymnasium und Realgymnasium kehrte Philipp Kaufmann in seine Heimatstadt zurück und legte 1822 das Abitur ab.

## Jurist und Schriftsteller
In Heidelberg nahm Philipp Kaufmann ein Jurastudium auf, wechselte jedoch 1825 an die Friedrich-Wilhelms-Universität nach Berlin. Am 27. Oktober 1826 bestand er das Assessorexamen und wurde Auskultator am Stadtgericht Potsdam. Seit dem 31. März 1829 war Kaufmann Referendar am Kammergericht zu Berlin. In dieser Zeit trat er erstmals mit Beiträgen zu Almanachen und Zeitschriften hervor. Dabei erwies sich Kaufmann als talentierter Übersetzer. Er verkehrte viel im Salon von Johanna Dieffenbach, die 1831 auch von ihrem zweiten Mann, dem Chirurgen Johann Friedrich Dieffenbach, geschieden wurde und nun eine eigene Wohnung An der Schleuse Nr. 10 bezog.

## Vermittler englischer und französischer Literatur
Von den Werken Shakespeares begeistert, begann er mit einer Neuübersetzung der noch nicht von den Brüdern Schlegel und Tieck bearbeiteten Dramen. Ende August 1830 gab man in Berlin den König Lear in der ungekürzten Fassung in seiner Übersetzung. Der Schauspieler Ludwig Devrient schenkte dem Übersetzer aus Dankbarkeit seinen Lehnstuhl, der später als Reliquie versteigert wurde.
Auch mit Gedichten des schottischen Dichters Robert Burns befasste sich Kaufmann, die Robert Motherby (1781–1832), der Bruder ihres ersten Mannes William Motherby, im deutschen Sprachraum bekannt gemacht hatte. Seine Übersetzungen galten als besonders empfehlenswert für Vertonungen. Auch aus dem Französischen übersetzte Kaufmann Verse, beispielsweise von Victor Hugo und Lamennais.
Sein Verhältnis mit Johanna Dieffenbach isolierte ihn von seinem bisherigen Freundeskreis. Über seinen literarischen Projekten vernachlässigte er seine juristischen Amtspflichten; 1835 bezeichnete er sich im Adressbuch als „Kammergerichts-Referendar und Privatgelehrter“. Schließlich schied er aus dem Staatsdienst aus.
Mit Johanna Dieffenbach und der Gräfin Elisa von Ahlefeldt trat Kaufmann 1839 über Straßburg eine Reise nach Italien an. Bei der Rückkehr nach Berlin nahmen die Freundinnen Dieffenbach und Ahlefeldt eine gemeinsame Wohnung in der Potsdamer Chausseestraße Nr. 38. Kaufmann zog in die Wohnung des aus Köln gebürtigen Musikdirektors Franz Kommer, mit dem er seine musikalischen Übungen fortsetzte. Bald darauf verstarb Dieffenbach und vererbte Kaufmann ihr Vermögen.

## Vom Rhein nach Paris
Als Franz Liszt nach Berlin kam, stellte Kommer ihn dem jungen Dichter vor, und Kaufmann beteiligte sich an den Feierlichkeiten mit einem Festgedicht, das zum Abschiedsgeleit am 3. März 1842 zu den Klängen des ungarischen Nationalmarschs vorgetragen wurde. Auch im Anschluss an Liszts Benefizkonzert für den Kölner Dombau widmete ihm Kaufmann ein Gedicht. Mit Liszt und seiner Geliebten Marie d’Agoult reiste er an den Rhein und logierte mit ihnen den Sommer über im Gasthof auf der Insel Nonnenwerth bei Rolandswerth.
Liszt führte ihn vermutlich auch in die Freimaurerloge „Prinz von Preußen zu den drei Schwertern“ ein. Bei seiner Aufnahme am 25. September 1843 hielt er eine Rede, in der er ihn aufforderte, schöne Lieder für die Loge zu dichten, die er, Liszt, in Musik setzen werde.
Im Oktober oder November 1843 begleitete Kaufmann die Kinder des Paars nach Paris, wo ihn Marie d’Agoult als Hauslehrer einstellte. Dadurch wurde er Erzieher von Cosima von Bülow. Seine literarische Tätigkeit setzte er fort.

## Lebensende
Aus unbekannten Gründen setzte Johann Philipp Kaufmann seinem Leben am 13. August 1846 im Bois de Boulogne durch Pistolenschuss ein Ende. In der Presse wurde spekuliert, dass ihn der Tod einer angeblichen, aus Deutschland stammenden Verlobten dazu veranlasst habe; andere Berichterstatter vermuteten Geldverlegenheiten. Gegen die letztere Theorie spricht, dass er seiner Mutter in Bad Kreuznach ein nicht unbeträchtliches Vermögen hinterließ.
In seinem Nachlass fanden sich zwei Dramenmanuskripte nach Shakespeare und dreizehn Gesänge einer metrischen Übersetzung von Dantes Inferno.

## Übersetzungen und Werke
- Shakespeare’s dramatische Werke, übersetzt von Philipp Kaufmann, 4 Bände, Nicolai’sche Buchhandlung, Berlin und Stettin 1830–1836.
- Gedichte von Robert Burns. Übersetzt von Philipp Kaufmann, Cotta, Stuttgart und Tübingen 1839.
- (Mit Johann Heinrich Kaufmann und Heinrich Fürchtegott Kaufmann:) Schiller’s Lotharingische Jungfrau. Nahe, Rhein und Mosel in Wort und Bild. Festgeschenk aus Kaufmann’s Haus für Kinder über 1000 Wochen. Kreuznach (o. J., nach 1843).
- Zum Cölner Dom von Carl Gaillard. Dombaulieder von Philipp Kaufmann. Nicht für den Verkauf bestimmt, C. H. Chaillier, Berlin 1843.

## Vertonte Werke
- Felix Mendelssohn Bartholdy:
  - Wie kann ich froh und lustig sein?
- Franz Liszt:
  - Arbeiterchor
  - Gastibelza nach Victor Hugo
  - Die tote Nachtigall nach John Bernhoff